# Wei Fenghe
Wei Fenghe (en chino simplificado, 魏凤和; pinyin, Wèi Fènghé; febrero de 1954) es un coronel general (shang jiang) del Ejército Popular de Liberación de China que se desempeñó como comandante de la Fuerza de Misiles del Ejército Popular de Liberación, anteriormente conocida como el Segundo Cuerpo de Artillería. Entre 2018 y 2023 fue Ministro de Defensa Nacional, el primero que no proviene de las Fuerzas Terrestres del EPL, y Consejero de Estado de primer rango en el II Gabinete de Li Keqiang, también fue miembro ordinario de primer rango de la Comisión Militar Central presidida por Xi Jinping.
En septiembre de 2023, Wei fue investigado por el departamento de inspección disciplinaria de la CMC por cargos de corrupción. En junio de 2024, fue expulsado del Partido Comunista de China (PCCh) y transfirió su caso a la judicatura militar para su procesamiento penal, y le revocó el rango de general.

## Biografía
Wei Fenghe nació en el seno de una familia campesina común en el municipio de Wenchen, condado de Chiping, ciudad-prefectura de Liaocheng, provincia de Shandong.
En diciembre de 1970, a la edad de 16 años, se unió al Ejército Popular de Liberación de China y se convirtió en soldado. En enero de 1972, se unió al Partido Comunista de China a la edad de 18 años. Durante su carrera militar, se desempeñó como líder de escuadrón y líder de pelotón.
A la edad de 21 años, ingresó a una clase de capacitación de la escuela secundaria técnica de misiles a gran escala de la Comisión de Ciencia y Tecnología de la Defensa Nacional para estudiar la especialidad de motores. En 1982, ingresó en la clase del colegio secundario del Departamento de Comando de la Segunda Escuela de Comando de Artillería, graduándose poco después. Es un general sénior de las filas de base de la Segunda Fuerza de Artillería. Se ha desempeñado como oficial de Estado Mayor de capacitación, jefe de la sección de capacitación, jefe de la sección de capacitación y subjefe de Estado Mayor de la brigada.
En 1994, Wei Fenghe, de 40 años, recibió el rango de coronel y se desempeñó como comandante de brigada del Segundo Cuerpo de Artillería. En 1997, completó los estudios de pregrado por correspondencia. Desde entonces, se ha desempeñado como jefe de Estado Mayor de la Base 54 del Segundo Cuerpo de Artillería (en Luoyang, Henan) y comandante de la Base 53 (en Jianshui, Yunnan). En 2005, se desempeñó como subjefe del Estado Mayor del Segundo Cuerpo de Artillería. En 2006, fue ascendido a Jefe de Gabinete. En diciembre de 2010, fue transferido al puesto de subjefe de Estado Mayor del Ejército Popular de Liberación. En octubre de 2012, sucedió a Jing Zhiyuan como comandante del Segundo Cuerpo de Artillería del Ejército Popular de Liberación de China.
El 31 de diciembre de 2015, se desempeñó como comandante de la recién establecida Fuerza de Misiles del Ejército Popular de Liberación, hasta agosto de 2017, en que abandonó dicho puesto. El 25 de octubre de 2017, fue elegido miembro de la Comisión Militar Central del Partido Comunista de China en la Primera Sesión Plenaria del XIX Comité Central del Partido Comunista de China y se convirtió así en el principal líder del ejército. El 24 de febrero de 2018 fue elegido diputado de la XIII convocatoria de la Asamblea Popular Nacional.

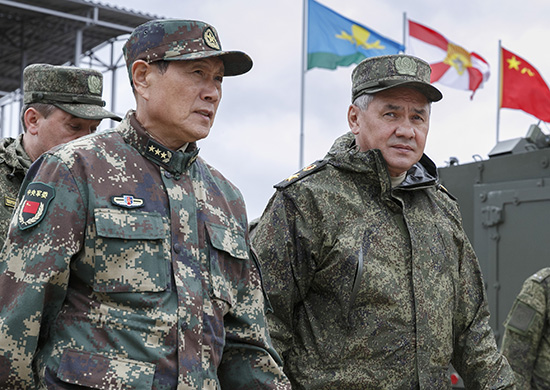
Los ministros de defensa de China y Rusia durante las maniobras Vostok-2018

El 19 de marzo de 2018, fue nominado por el primer ministro Li Keqiang como miembre del Consejo de Estado, y luego de votar en la séptima reunión plenaria de la primera sesión de la XIII Asamblea Popular Nacional, el presidente Xi Jinping firmó un decreto presidencial y nombró Wei Fenghe, de acuerdo con la decisión del Congreso Nacional del Pueblo, como Consejero de Estado y Ministro de Defensa, gracias a este nombramiento Wei Fenghe fue ascendido al nivel estatal adjunto y entró en las filas de los líderes del partido y del estado.

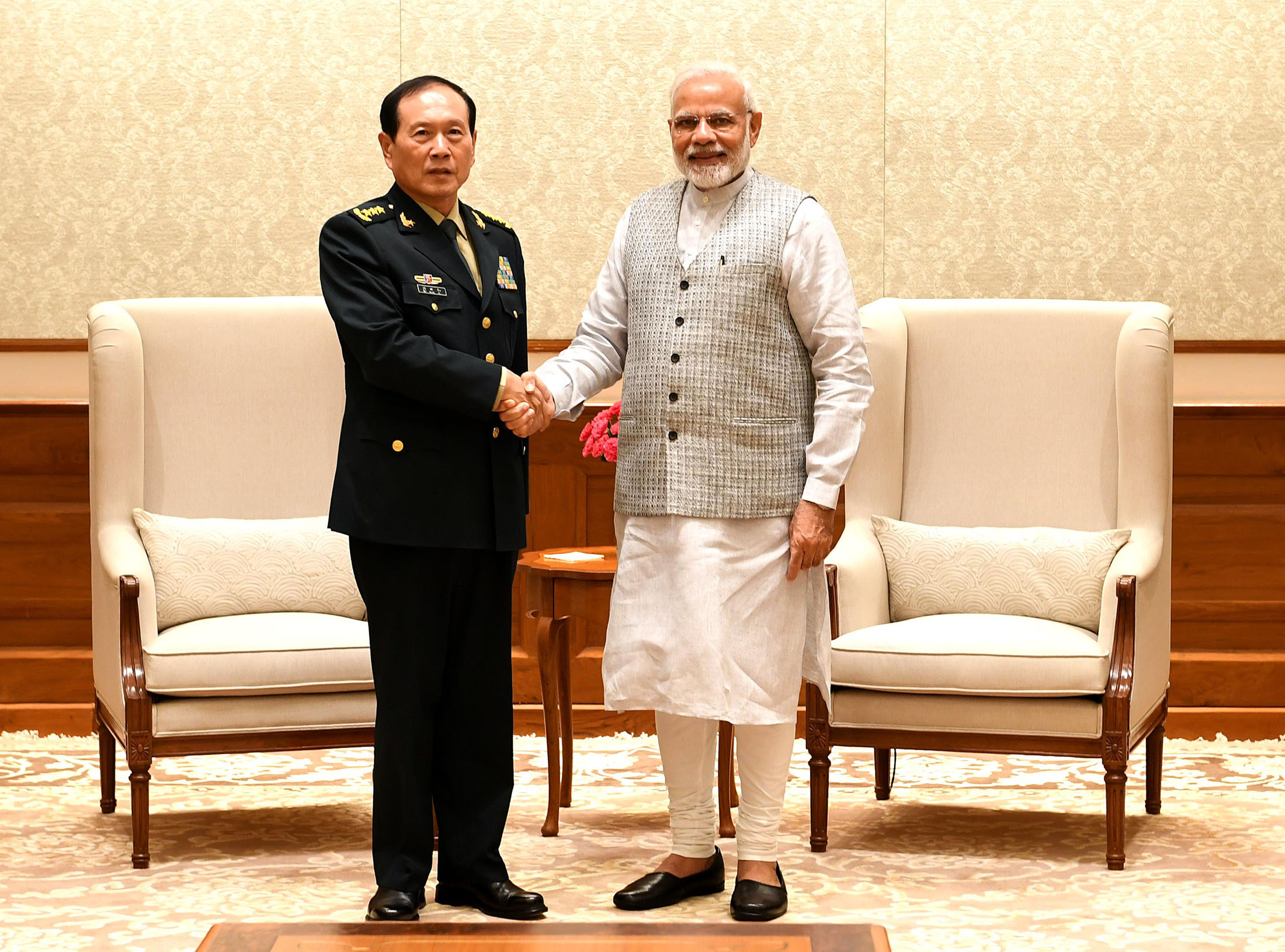
El general Wei Fenghe, en una reunión con el primer ministro de la India, Narendra Modi, en Nueva Delhi el 21 de agosto de 2018.

El 2 de junio de 2019, cuando asistió al Diálogo de Shangri-La en Singapur, Wei Fenghe dijo que la represión violenta de los manifestantes realizada por Ejército Popular de Liberación de China en la Plaza Tiananmen en 1989, fue la decisión correcta, y que China se ha vuelto más estable y prospera desde entonces. En junio de 2022, Wei también dijo que si alguien se atreve a separar Taiwán de China, el ejército de la República Popular China no dudará en luchar a toda costa y que nunca renunciara a la fuerza «Aquellos que persiguen la independencia de Taiwán en un intento de dividir a China definitivamente no tendrán un buen final. Nadie debería subestimar la determinación y la capacidad de las fuerzas armadas chinas para salvaguardar su integridad territorial», Así mismo añadió queː «Lucharemos a toda costa y lucharemos hasta el final. Esta es la única opción para China».
El 1 de diciembre de 2020, Wei recibió la condecoración pakistaní Nishan-e-Imtiaz por sus servicios en la promoción de la cooperación en materia de defensa entre Pakistán y China.

### Destitución
El 31 de agosto, cuando un periodista le preguntó a Wu Qian, portavoz del Ministerio de Defensa Nacional, sobre el paradero de Wei Fenghe, Wu afirmó que el ejército chino «investigará cada caso y tomará medidas enérgicas contra todos los funcionarios corruptos. El ejército chino gobierna de acuerdo con la ley y muestra tolerancia cero con la corrupción». En las celebraciones del 74.º aniversario del Día Nacional de la República Popular China el 23 de septiembre, Wei y Li Shangfu estuvieron ausentes del evento.
El 20 de mayo de 2024, en el funeral de la exvicepresidenta del Comité Permanente del Congreso Nacional del Pueblo, Uyunqimg, se colocó una corona de flores con el nombre de Wei, lo que llevó a suponer que escapó de la purga anticorrupción en curso dentro de la Fuerza de misiles. Sin embargo, el 27 de junio de 2024, el Buró Político del Comité Central del Partido Comunista de China anunció que tanto Wei como Li Shangfu habían sido expulsados del partido por «violaciones disciplinarias y de la ley», y sus casos habían sido remitidos a las organizaciones legales del ejército para su procesamiento penal, además Wei fue acusado de aceptar regalos no autorizados y grandes cantidades de dinero a cambio de usar su poder para obtener beneficios para otros.Ambos hombres fueron despojados de su rango de generales. Algunas de las acusaciones formuladas contra Wei son exclusivas de su caso y se sabe que se utilizaron contra miembros de alto nivel del PCCh que habían desertado al Kuomintang en el pasado.